# Fernand Lemay
Fernand Lemay est un coureur cycliste français, né le 26 octobre 1913 à Boussières-en-Cambrésis et mort le 13 mai 1940 à Merdorp. Il fut professionnel de 1933 à 1937. Il est le neveu de Fernand Lemay qui fut champion de France de cyclo-cross en 1924.

## Palmarès
- 1933
  - 2e du Grand Prix de Fourmies

## Résultats sur les grands tours

### Tour de France
- 1936 : 30e